# Stróża (gromada w powiecie kraśnickim)
Stróża (do 31 XII 1969 Słodków) – dawna gromada, czyli najmniejsza jednostka podziału terytorialnego Polskiej Rzeczypospolitej Ludowej w latach 1954–1972.
Gromady, z gromadzkimi radami narodowymi (GRN) jako organami władzy najniższego stopnia na wsi, funkcjonowały od reformy reorganizującej administrację wiejską przeprowadzonej jesienią 1954 do momentu ich zniesienia z dniem 1 stycznia 1973, tym samym wypierając organizację gminną w latach 1954–1972.
Gromadę Stróża z siedzibą GRN we Stróży utworzono 1 stycznia 1970 w powiecie kraśnickim w woj. lubelskim w związku z przeniesieniem siedziby gromady Słodków ze Słodkowa do Stróży i zmianą nazwy jednostki na gromada Stróża. Była to ostatnia gromada utworzona w województwie lubelskim.
Gromada przetrwała do końca 1972 roku, czyli do kolejnej reformy gminnej.